# Гуркало (річка)
Гуркало (пол. Hurkało), тепер повернуто стару назву Ямгорів —  мала річка в Україні, у Городенківській територіальній громаді (раніше Городенківський район) Івано-Франківської області у Галичині. Права притока Лемиць, (басейн Дністра). 

## Опис
Коефіцієнт звивистості річки — 1,22. Формується багатьма безіменними потоками.

## Розташування
Бере початок в м.Городенка з міського ставка. Тече переважно на північний схід через Городенку, Серафинці і на північно-східній околиці зливається з річкою Чернов, утворивши річку Лемиць, праву притоку Дністра.

## Цікаві факти
- Легенда про річку Ямгорів (https://wz.lviv.ua/far-and-near/441617-lehenda-pro-richku-yamhoriv).
- У селі Серафинці річку перетинає автошлях Т 2615.